# 常壽
常壽（穆麟德轉寫：cangšeo，17世纪—1730年代），滿洲人，清朝政治人物、清朝禮部尚書。
曾任戶部左侍郎。雍正五年（1727年）八月癸巳，接替賴都，擔任清朝禮部尚書，后去世。1731年三月，由三泰接任。